# Шепелев, Илья Иванович
Илья Иванович Шепелев (15 сентября 1919, Добринка, Центрально-Чернозёмная область — 11 января 1993, Москва) — метростроевец, Герой Социалистического Труда.

## Биография
Родился в деревне Добринке Борисоглебского уезда Тамбовской губернии ныне Мучкапского района Тамбовской области в семье зажиточных крестьян.
В 1934 г. уехал в Москву.
В 1939—1946 служил в РККА (на Дальнем Востоке), работал на строительстве оборонительных сооружений.
С 1947 г. рабочий, затем бригадир проходчиков СМУ-6 Метростроя. Создал первую сквозную комплексную бригаду, в состав которой вошли проходчики, машинист проходческого шита, слесари и электрики (45 человек).
Герой Социалистического Труда (04.04.1980). Заслуженный строитель РСФСР (1970). Награждён орденом Октябрьской Революции.
С 1985 г. на пенсии.